# كلود ماثيوز (سياسي)
كلود ماثيوز (بالإنجليزية: Claude Matthews)‏ هو سياسي أسترالي، ولد في 19 يناير 1899 في أستراليا، وتوفي في 9 يناير 1954 في سيدني في أستراليا. حزبياً، نشط في حزب العمال الأسترالي. وقد انتخب عضو الجمعية التشريعية نيو ساوث ويلز.